# Piper huallaganum
Piper huallaganum är en pepparväxtart som beskrevs av William Trelease. Piper huallaganum ingår i släktet Piper och familjen pepparväxter. Inga underarter finns listade i Catalogue of Life.